# Ashtar Command
Ashtar Command是一支美国独立摇滚乐队，成员有克里斯·候姆斯和布莱恩·利塞甘。该乐队发行过一张专辑：《Love Songs In Advance of the Landing》和一张迷你专辑（EP/ extended play）《Holding Out For Love》。过该乐队的歌曲曾在一些电影、电视剧、电视广告以及游戏中出現，如微软的Zune的广告、游戏FIFA 13的原声带、日产汽车出品的车型“阿尔蒂玛”（Altima）的两部广告、电影《复仇者》（The Avengers，1998年）的原声大碟、电影《蔓延》（Spread，2009年）、电影《飞行物》（Winged Creatures/ Fragments，2008年）、电视剧《橘郡风云》（The O.C.，2003-2007年）以及Rockstar Games游戏《荒野大镖客：救赎》（2010年）的原声大碟收录了该乐队的歌曲《Deadman’s Gun》（游戏单机部分的片尾字幕的配乐就包含了该乐队的歌曲）。